# Chevrolet Veraneio
Veraneio é um utilitário esportivo (SUV) produzido pela Chevrolet do Brasil de 1964 a 1994  substituindo a Chevrolet Amazona, desenhada por Luther Whitmore Stier, inspirado na Chevrolet Suburban norte-americana.

## Primeira Geração (1964–1989)
Inicialmente, chamava-se C-1416 (nome usado até 1969). O modelo dispunha de quatro portas e podia acomodar até 09 (nove) pessoas. O motivo principal do sucesso desse automóvel foi sua utilização como viatura de polícia e, em alguns casos, também como ambulância, já que era o único veículo desse porte produzido no país. Também foi amplamente utilizado no meio civil.
Em 1965, ganhou um câmbio com a 1ª marcha sincronizada (relações: 2,667:1 / 1,602:1 / 1:1 / ré 3,437:1). As caminhonetes C14 e C15 permaneceram com a 1ª marcha seca até 1969.
Em 1970, foi lançada a versão De Luxo para a Veraneio, trazendo um novo padrão de acabamento: apliques no painel imitando jacarandá, painéis de porta redesenhados, rádio, porta-malas acarpetado, faixas pintadas nas laterais, garras nos para-choques e calotas integrais. A lista de opcionais trazia bancos dianteiros reclináveis, pintura metálica e revestimento do teto em vinil.
Para o ano de 1971, os quatro faróis pequenos deram lugar a dois maiores e a grade dianteira passou a ser formada por três frisos horizontais com o logotipo no centro. Em 1973, a Veraneio passou a ser equipada com direção hidráulica (opcionalmente), facilmente identificada pelo volante do Opala SS.
Em 1976, passou a ser oferecida com o motor 2.5 de quatro cilindros do Opala, com 87 cv a 4.800 rpm e 17 mkgf a 2.600 rpm e câmbio M20 de 04 (quatro) marchas com alavanca no assoalho e um diferencial com a relação de 4,78:1.
A Veraneio recebeu sua última modificação visual em 1979, adotando um novo capô e grade de plástico moldado.
Pouco depois, passou a ser equipada com freios dianteiros a disco e, em 1981, o motor Chevrolet Brasil de 4,3 litros foi substituído pelo seis-cilindros de 4,1 litros do Opala, movido a gasolina ou etanol e acoplado a um câmbio de quatro marchas com alavanca no assoalho.

## Segunda Geração (1989–1994)
A carroceria original foi produzida até 1989, quando foi reestilizada para acompanhar as caminhonetes da Série 20. Porém, alguns anos antes, veículos similares à nova geração da Veraneio eram oferecidos no mercado de transformação de picapes, como a Brasinca Mangalarga.
Foi disponibilizada com motores de 4 e 6 cilindros em linha, movidos à gasolina, diesel ou álcool.
Em 1994, diante de modernos SUVs importados como Jeep Cherokee, Ford Explorer, entre outros, a Veraneio já se mostrava obsoleta, saindo de linha e tendo como substituta a Chevrolet Blazer, que também substituiu a Bonanza.

## Galeria de fotos

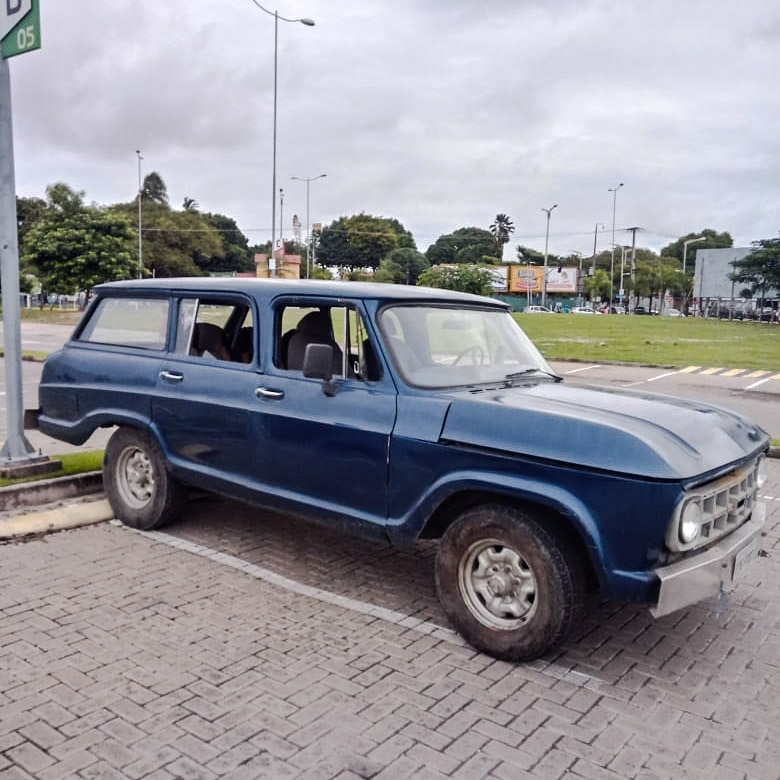
Veraneio pós-1979
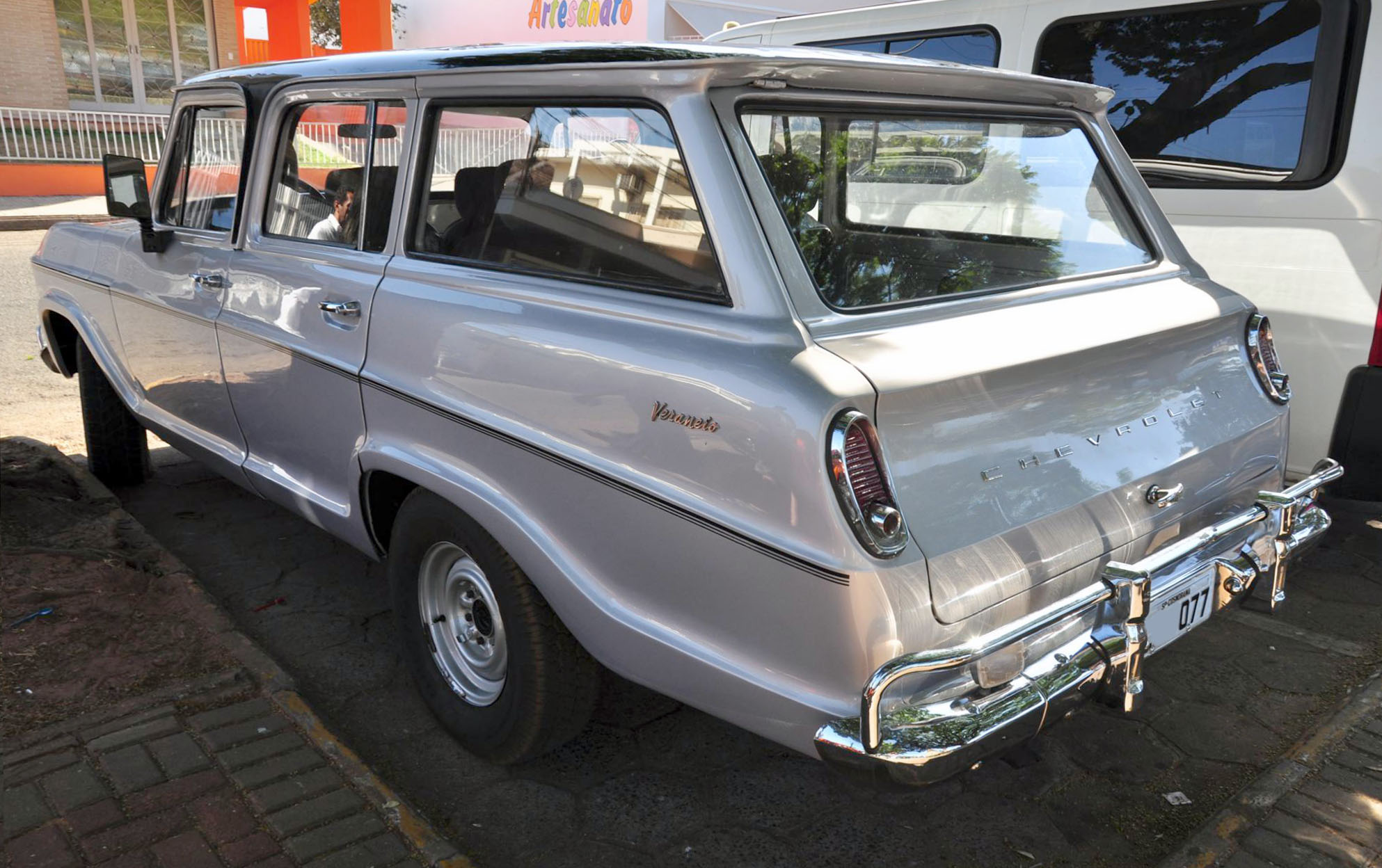
Vistas da lateral esquerda e traseira
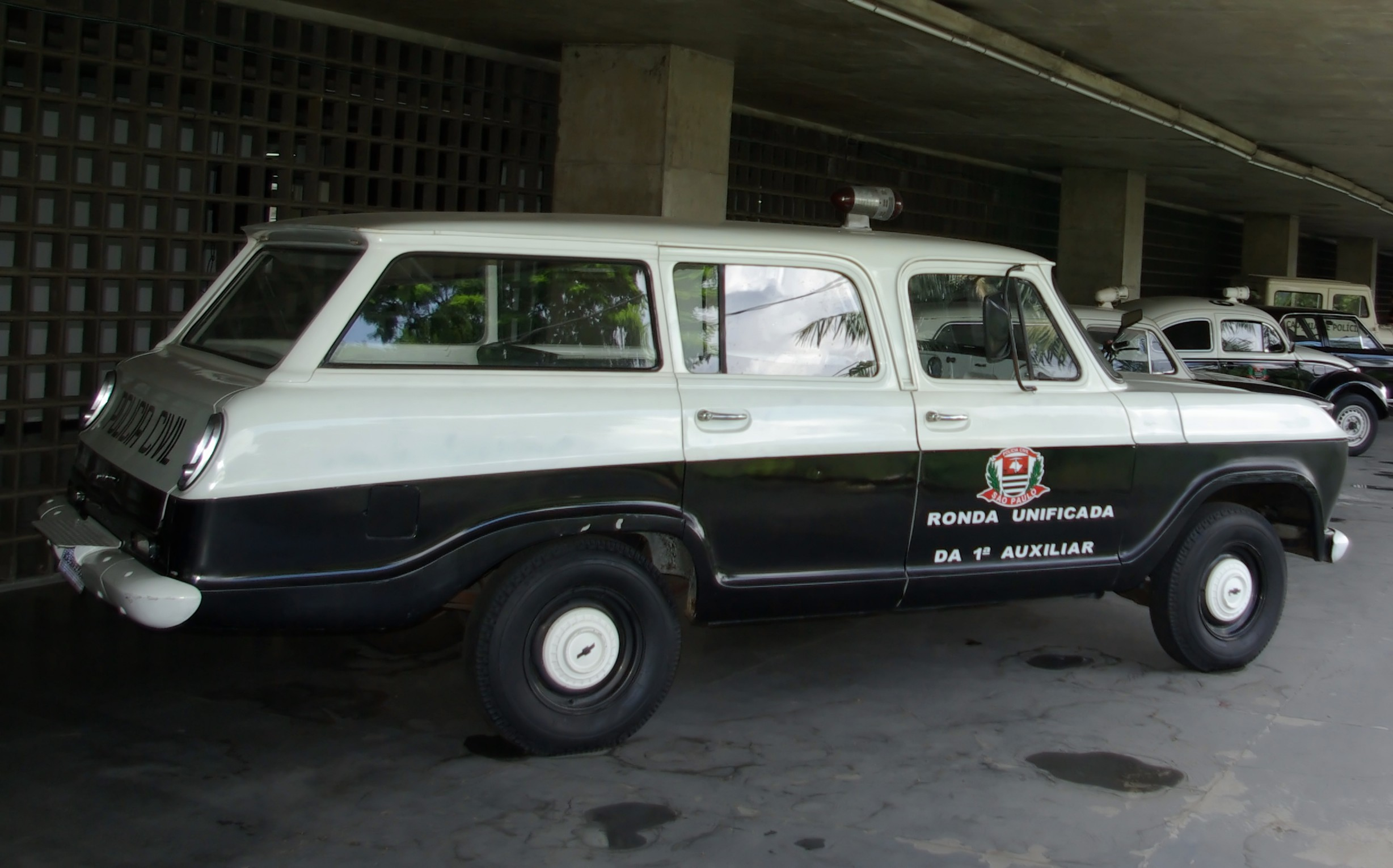
Antiga viatura da Polícia Civil de São Paulo
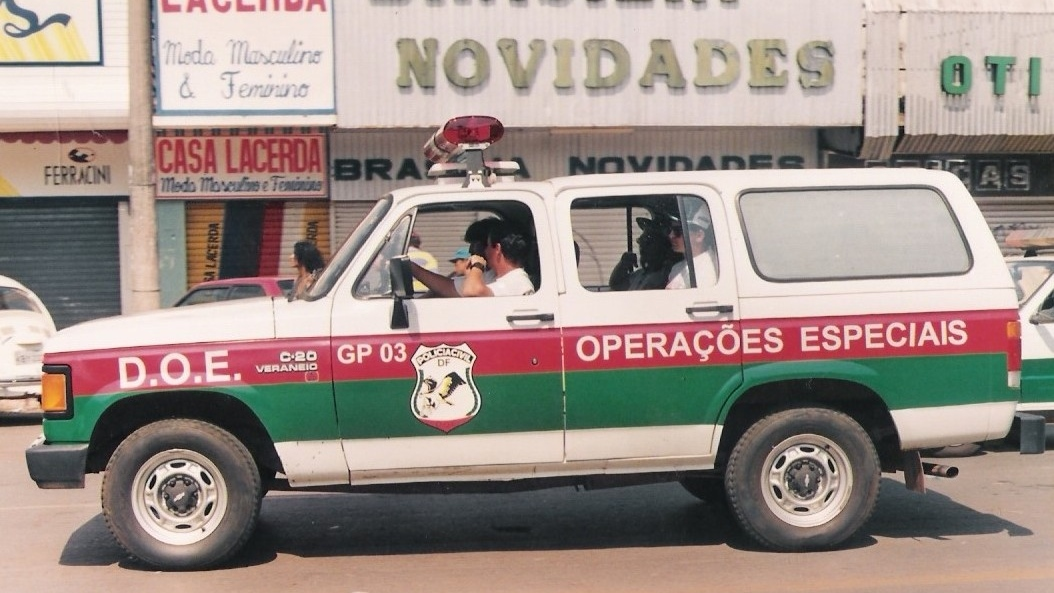
2ª geração utilizada como viatura da Polícia Civil do Distrito Federal (Divisão de Operações Especiais- DOE)
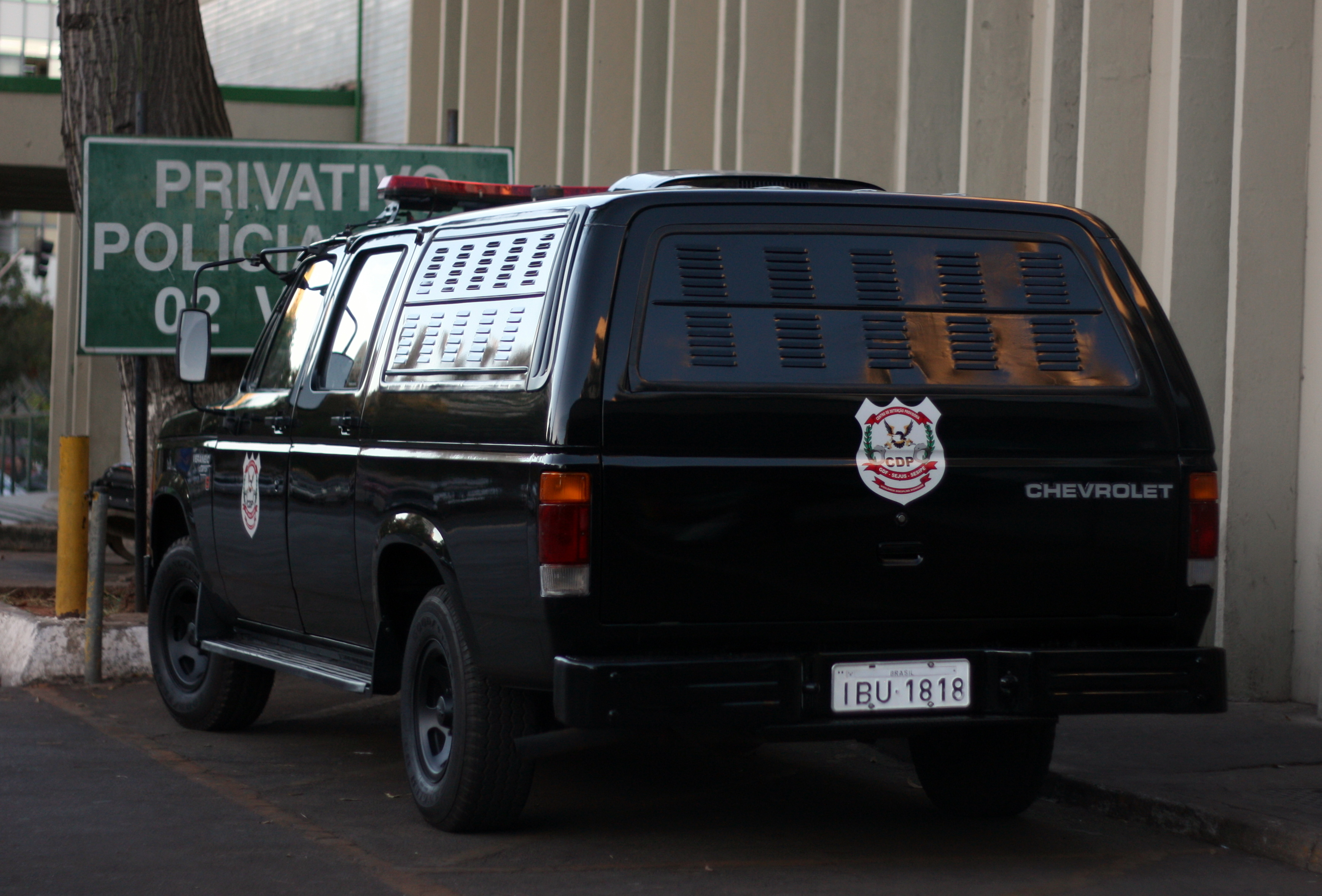
2ª geração utilizada como viatura do Centro de Detenção Provisória da Subsecretaria do Sistema Penitenciário do Distrito Federal